# 寿丰面粉公司
寿丰面粉公司，肇始于1915年曾任长芦盐运使的朱清斋在天津意租界创办的天津第一家机制面粉厂──寿星面粉公司。1925年，三津磨房同业公会首领孙俊卿、杨西园出面，发起各米面铺投资，将公司改组为三津寿丰面粉公司，由安徽督军倪嗣冲之子倪道杰任董事长，孙俊卿任总经理，是近代天津规模最大的面粉厂，生产量占天津总产量的一半以上。1936年，寿丰日生产能力达15,250包。1950年代，寿丰面粉公司下属各厂逐一参与公私合营，被转制成国营工厂。

## 历史沿革

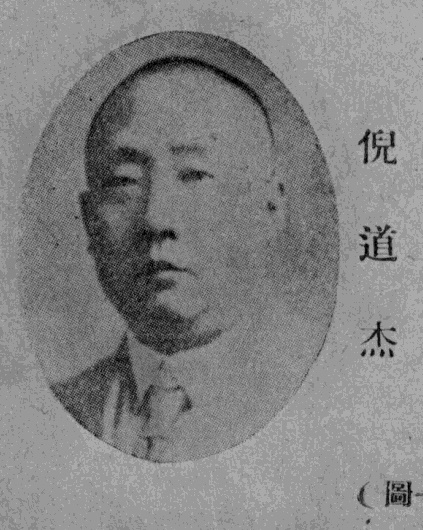
1925年改组后的寿丰面粉公司董事长倪道杰

### 寿星面粉公司
1915年，曾任长芦盐运使的朱清斋在天津意租界创办的天津第一家机制面粉厂──寿星面粉公司，生产“桃”牌面粉。然而，由于资金不足，他找到无锡富商杨味云，但未能如愿。最后与日商三井洋行谈判合作，改名为寿星制粉株式会社。1919年，五四运动兴起抵制日货、提倡国货的风气，造成与日本合作的寿星制粉株式会社的面粉严重滞销积压，经营陷入停顿。此时，曾任长芦盐运使的李宾四，出资将寿星制粉株式会社重组为寿星面粉公司并任经理，朱漪斋和佟德夫分别担任营业和生产部主任，经营恢复。1923年，因锅炉产生烟尘，天津意租界工部局为了改善环境卫生，强行拆除寿星厂的锅炉而改用电力，由因小麦签收、进口小麦到港时恰逢锅炉改造延误生产，导致授信面粉公司停业。

### 改组寿丰公司
1925年，生产部主任佟德夫请出身于面粉行业世家的三津磨房同业公会首领孙俊卿、杨西园出面，发起各米面铺投资，将公司改组为三津寿丰面粉公司，由安徽督军倪嗣冲之子、原为大丰面粉公司股东的倪道杰任董事长，孙俊卿任总经理，佟德夫任经理，杨西园任副理。同时，倪道杰将“寿星”和“大丰”合二为一，取名为“寿丰”，次年，大丰面粉公司也交给孙俊卿等人合并管理，被命名为三津永年公司。1942年，倪道杰病故后，家业由其三弟倪叔平承继，任寿丰面粉公司副董事长。1945年后，国共内战时期，天津对外交通受阻，寿丰、福星两家面粉公司因原料不足，产量下降，1946年尚生产100万袋，至1947年仅生产60万袋。
1949年，政权更替时，寿丰面粉公司仍是天津地区最大的面粉公司，拥有两个厂，共有磨粉机48台。

### 公私合营与终结
1952年5月，寿丰面粉公司一厂因粉尘爆炸起火，股东要求散伙，孙冰如主张重新建厂。当时根据中央政府异地建厂的意见，新厂址选在兰州。孙冰如代表寿丰面粉公司资方与兰州市签订了公私合营合同，将新建面粉厂定名为新兰面粉厂。1953年，孙冰如主动与天津粮食局达成公私合营协议，将寿丰一厂产权移交给政府。1954年，寿丰二厂完成公私合营，产权移交给政府。至此，寿丰面粉公司由私营工厂转变为国营寿丰制粉厂，孙冰如则被任命为天津市粮谷工业公司副经理。
文革期间，天津市国营寿丰制粉厂更名为天津市工农兵面粉厂。1970年关停，转为天津市粮食机械实验厂，改产粮油加工机械产品，1976年与天津市粮油机械厂合并。